# Алиго
Алиго́ (фр. aligot, окс. aligòt) — блюдо из сыра, смешанного с картофельным пюре (часто с добавлением чеснока), которое готовят в регионе Обрак (Аверон, Канталь, Лозер, Окситания) на юге Центрального массива Франции. Это похожее на фондю блюдо из департамента Аверон является обычным в ресторанах Оверни.
Традиционно приготовленный из сыра Tomme de Laguiole (Tomme fraîche) или томма д’Оверни, алиго является французским деликатесом, который высоко ценится в местной гастрономии с сосисками Тулузы или жареной свининой. Другие сыры также используются вместо томма, в том числе канталь, моцарелла и лайоль. Выбор сыра важен и сильно влияет на результат. Томма сложно найти за пределами Франции, считается, что многие другие сыры слишком твёрдые. Сыр должен быть мягким, с молочным привкусом, но не слишком солёным и легко плавиться. В Великобритании лучшим считается Ланкаширский сыр. Предпочтительнее мучнистый, а не восковой картофель.

## Ингредиенты
Алиго готовится из картофельного пюре, смешанного со сливочным маслом, сливками, толченым чесноком и расплавленым сыром. Блюдо готово, когда оно приобретает гладкую эластичную текстуру. Хотя рецепты различаются, Larousse Gastronomique указывает ингредиенты как 1 кг картофеля; 500 г сыра томма, лайоль или канталь; 2 зубчика чеснока; 30 г сливочного масла; соль и перец.

## История
Это блюдо готовили для паломников по пути в Сантьяго-де-Компостела, которые останавливались на ночь в этом регионе. Согласно легенде, алиго первоначально готовили с хлебом, который был заменён на картофель после его появления во Франции. Сегодня его подают на деревенских собраниях и праздниках в качестве основного блюда. Алиго до сих пор готовят вручную в домах Аверона и на уличных рынках. Алиго традиционно подают с красным вином Оверни.

## Этимология
Возможно, заимствовано из окситанского alicouot, возможно из латинского aliquid, или из старофранцузского harigoter.
Также есть версия, что название произошло от фразы alle cuite («идите есть», «всё приготовлено»), которой монахи встречали пилигримов.